# 朱由楫 (齊王)
朱由楫（1609年—1616年），明光宗朱常洛第三子。母王選侍。
朱由楫八歲早薨，崇禎年間才被异母弟弟崇祯帝追封為齊思王。